# Laissey
Laissey település Franciaországban, Doubs megyében. Lakosainak száma 442 fő (2022. január 1.). Laissey Roulans és Ougney-Douvot községekkel határos.

## Népesség
A település népességének változása:
| Lakosok száma | 545  | 495  | 399  | 439  | 453  | 443  | 439  | 445  | 448  | 442  |
|               | 1968 | 1982 | 1990 | 2006 | 2013 | 2015 | 2017 | 2019 | 2020 | 2022 |